# Chondracanthus kabatai
Chondracanthus kabatai is een eenoogkreeftjessoort uit de familie van de Chondracanthidae. De wetenschappelijke naam van de soort werd voor het eerst geldig gepubliceerd in 2020 door Aneesh, Helna en Kumar.